# Charlotte Krause

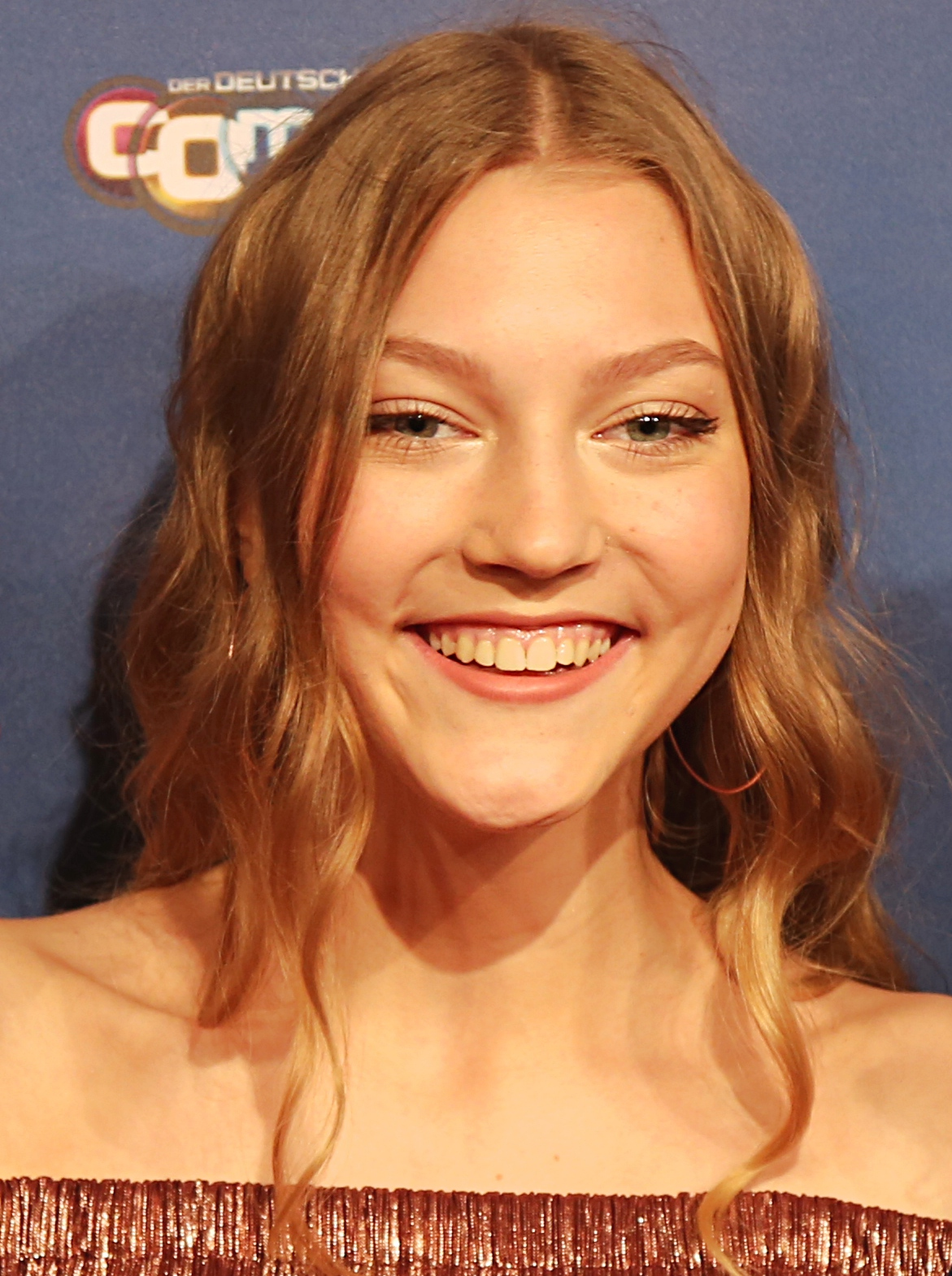
Charlotte Krause beim Deutschen Comedypreis 2017.

Charlotte Laurentine Krause (* 2002 in Berlin) ist eine deutsche Schauspielerin.

## Leben
Bereits seit der Grundschule spielt Charlotte Krause Theater, seit 2012 macht sie eine klassische Gesangsausbildung. Einem breiten Publikum wurde sie bekannt durch ihre Hauptrolle der Leah Holtkamp in der deutschen Comedyserie Magda macht das schon!.

## Filmografie (Auswahl)
- 2017: Das Pubertier (Fernsehserie, Folge Das Pubertier wird tollwütig)
- 2017–2021: Magda macht das schon! (Fernsehserie, 41 Episoden)
- 2018: Die Legende von Lloyd (Kurzfilm)
- 2019: Großstadtrevier (Fernsehserie, Folge Freibad)
- 2020: Die Hexenprinzessin (Fernsehfilm)
- 2020: SOKO Leipzig (Fernsehserie, Folge Der gefesselte König)
- 2021: Blutige Anfänger (Fernsehserie, Folge Lieferstatus: tot)
- 2021: Die Rettung der uns bekannten Welt
- 2022: Almost Fly (Streaming-Serie)
- 2022: WaPo Bodensee (Fernsehserie, Folge Gnadensee)
- 2023: Marie Brand und die falsche Wahrheit (Fernsehreihe)
- 2023: Manta Manta – Zwoter Teil (Kinofilm)
- 2025: Tatort: Herz der Dunkelheit (Fernsehreihe)

## Auszeichnungen
Goldener Spatz 2021
- Auszeichnung als beste Darstellerin für Die Hexenprinzessin[2][3]